# Castello di Rostino
Castello di Rostino (in francese Castello-di-Rostino, in corso Castellu di Rustinu) è un comune francese di 508 abitanti situato nel dipartimento dell'Alta Corsica nella regione della Corsica.

## Storia
Nel 1769 vi si svolse la battaglia di Ponte Novo tra gli indipendentisti corsi di Pasquale Paoli e le truppe del Regno di Francia di Luigi XV in frazione Ponte Nuovo presso il ponte genovese. Il ponte fu distrutto durante la seconda guerra mondiale.

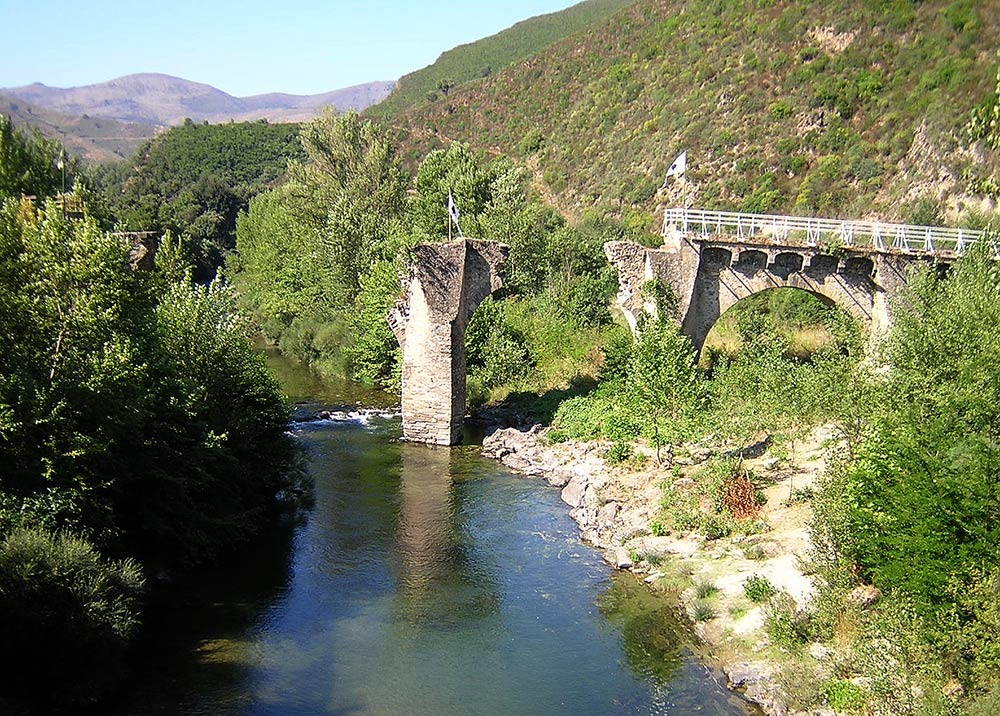
Le rovine del Ponte Nuovo

## Società

### Evoluzione demografica
Abitanti censiti